# Mouchard (Jura)
Mouchard és un municipi francès situat al departament del Jura i a la regió de Borgonya - Franc Comtat. L'any 2007 tenia 1.188 habitants.

## Demografia

### Població
El 2007 la població de fet de Mouchard era de 1.188 persones. Hi havia 448 famílies de les quals 180 eren unipersonals (88 homes vivint sols i 92 dones vivint soles), 112 parelles sense fills, 124 parelles amb fills i 32 famílies monoparentals amb fills.
La població ha evolucionat segons el següent gràfic:
Habitants censats

### Habitatges
El 2007 hi havia 542 habitatges, 458 eren l'habitatge principal de la família, 19 eren segones residències i 65 estaven desocupats. 345 eren cases i 195 eren apartaments. Dels 458 habitatges principals, 262 estaven ocupats pels seus propietaris, 185 estaven llogats i ocupats pels llogaters i 11 estaven cedits a títol gratuït; 16 tenien una cambra, 30 en tenien dues, 71 en tenien tres, 144 en tenien quatre i 197 en tenien cinc o més. 349 habitatges disposaven pel capbaix d'una plaça de pàrquing. A 234 habitatges hi havia un automòbil i a 159 n'hi havia dos o més.

### Piràmide de població
La piràmide de població per edats i sexe el 2009 era:
| Homes | Edats   | Dones |
| ----- | ------- | ----- |
| 0     | 95 o +  | 0     |
| 0     | 90 a 94 | 4     |
| 12    | 85 a 89 | 12    |
| 16    | 80 a 84 | 20    |
| 28    | 75 a 79 | 28    |
| 20    | 70 a 74 | 24    |
| 8     | 65 a 69 | 24    |
| 16    | 60 a 64 | 16    |
| 12    | 55 a 59 | 16    |
| 24    | 50 a 54 | 24    |
| 24    | 45 a 49 | 36    |
| 44    | 40 a 44 | 36    |
| 36    | 35 a 39 | 28    |
| 52    | 30 a 34 | 48    |
| 32    | 25 a 29 | 40    |
| 64    | 20 a 24 | 16    |
| 36    | 15 a 19 | 20    |
| 28    | 10 a 14 | 32    |
| 44    | 5 a 9   | 28    |
| 52    | 0 a 4   | 28    |

## Economia
El 2007 la població en edat de treballar era de 833 persones, 492 eren actives i 341 eren inactives. De les 492 persones actives 448 estaven ocupades (259 homes i 189 dones) i 44 estaven aturades (22 homes i 22 dones). De les 341 persones inactives 61 estaven jubilades, 237 estaven estudiant i 43 estaven classificades com a «altres inactius».

### Ingressos
El 2009 a Mouchard hi havia 435 unitats fiscals que integraven 935,5 persones, la mediana anual d'ingressos fiscals per persona era de 17.130 €.

### Activitats econòmiques
Dels 59 establiments que hi havia el 2007, 2 eren d'empreses alimentàries, 1 d'una empresa de fabricació d'elements pel transport, 5 d'empreses de fabricació d'altres productes industrials, 5 d'empreses de construcció, 13 d'empreses de comerç i reparació d'automòbils, 5 d'empreses de transport, 6 d'empreses d'hostatgeria i restauració, 4 d'empreses financeres, 2 d'empreses immobiliàries, 3 d'empreses de serveis, 8 d'entitats de l'administració pública i 5 d'empreses classificades com a «altres activitats de serveis».
Dels 20 establiments de servei als particulars que hi havia el 2009, 1 era una gendarmeria, 1 oficina de correu, 2 oficines bancàries, 2 tallers de reparació d'automòbils i de material agrícola, 2 autoescoles, 1 paleta, 1 guixaire pintor, 1 lampisteria, 2 electricistes, 3 perruqueries i 4 restaurants.
Dels 6 establiments comercials que hi havia el 2009, 1 era una botiga de menys de 120 m², 2 carnisseries, 1 una peixateria, 1 una llibreria i 1 una joieria.
L'any 2000 a Mouchard hi havia 20 explotacions agrícoles que ocupaven un total de 288 hectàrees.

## Equipaments sanitaris i escolars
El 2009 hi havia 1 centre de salut, 1 farmàcia i 1 ambulància.
El 2009 hi havia una escola elemental. A Mouchard hi havia 1 liceu d'ensenyament general i 1 liceu tecnològic. Als liceus d'ensenyament general hi havia 392 alumnes i als liceus tecnològics 247.

## Poblacions més properes
El següent diagrama mostra les poblacions més properes.